# Astragalus insularis
Astragalus insularis är en ärtväxtart som beskrevs av Albert Kellogg. Astragalus insularis ingår i släktet vedlar, och familjen ärtväxter.

## Underarter
Arten delas in i följande underarter:
- A. i. harwoodii
- A. i. insularis
- A. i. quentinus